# Tatra KT8D5
KT8D5 ist die Typenbezeichnung eines Zweirichtungs-Gelenktriebwagens des tschechoslowakischen Herstellers ČKD Tatra. Von den zwischen 1986 und 1999 ausgelieferten Fahrzeugen existieren insgesamt 206 Exemplare, davon lediglich noch eins in Deutschland.

## Typen

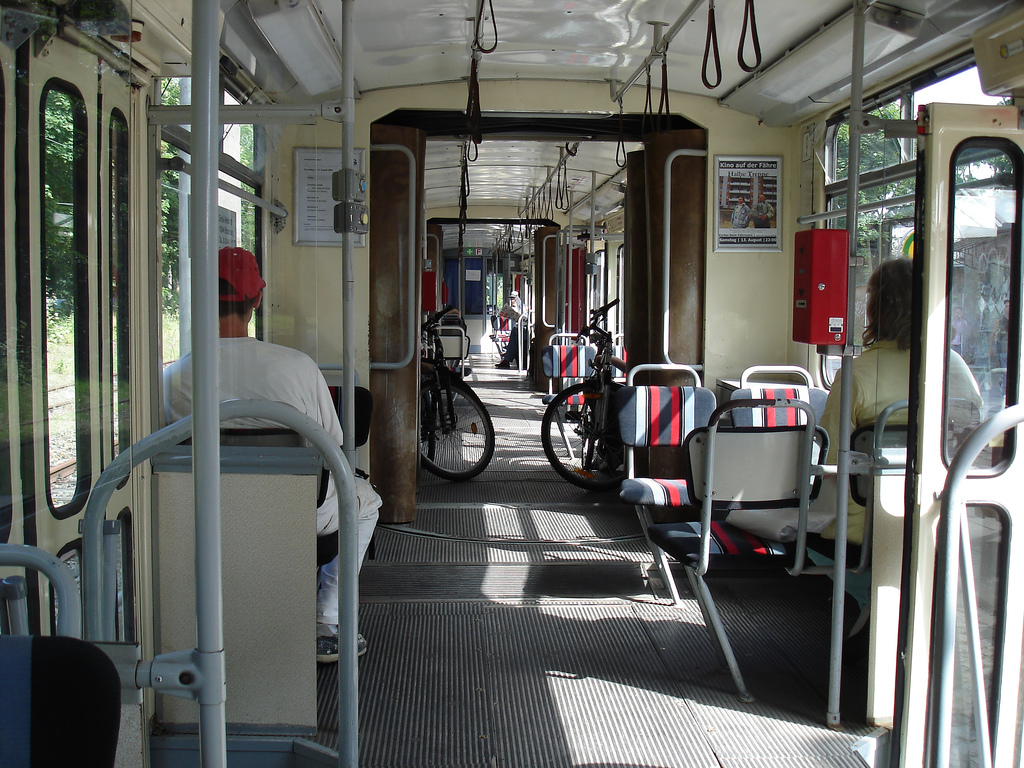
Innenraum eines KT8D5CS der Strausberger Eisenbahn

### KT8D5CS
Anfang der 1980er Jahre beauftragte das tschechoslowakische Innenministerium, das auch für den Verkehr zuständig war, ČKD Tatra mit dem Bau von Zweirichtungs-Gelenkfahrzeugen. Die Fahrzeuge sollten dreiteilig und achtachsig sein. Die ersten Prototypen hatten die Bezeichnung KT8D5CS (wobei CS für Československo stand), wurden 1984 gebaut und bekamen die Nummern 0018 (Fabriknummer 173 367) und 0019 (Fabriknummer 173 368). Die beiden Fahrzeuge unterschieden sich deutlich von der späteren Serie. Auffälligstes Merkmal waren die nur im oberen Teil verglasten Falttüren. Auch besitzen diese Wagen hinter der vierten Tür auf der rechten Seite noch einen zusätzlichen Lüfter. Der KT8D5 0018 hatte graue Türen und wurde als Versuchsträger für Drehgestellverkleidung genutzt. Die Türen des Wagen 0019 waren elfenbeinfarbig lackiert. Er besaß auf dem Mittelteil eine Dachverkleidung, um die Optik des kompletten Wagenkasten zu harmonisieren. Die Prototypen wurden 2 Jahre getestet. 1986 wurde eine kleine Vorserie für einzelne tschechoslowakische Betriebe gebaut. Diese Wagen gelangten nach Prag, Plzeň und Košice. Sie hatten die oben und unten verglasten Türen, aber noch den Dachaufbau des Prototyps. Der Lüfter hinter der vierten Tür war bereits entfallen. Im gleichen Jahr lief die eigentliche Serienproduktion an. Die Serie KT8D5 unterschied sich durch den vereinfachten Dachaufbau von der Vorserie.
Heute existieren noch beide Prototypen. Der Wagen 0018 ging 1989 nach Moskau (Nummer 0003). 1992 wurde er nach Wolgograd weitergegeben (Nummer 5834). Er blieb bis auf die Türlackierung und Spurweite weitestgehend im Originalzustand. Der zweite Prototyp wurde 1989 an Ostrava weitergegeben (Nummer 1500). Bei dem Wagen wurden auch die oben und unten verglasten Türen eingebaut. Bei fälligen Hauptuntersuchungen hat man ihn auch an die Serie angepasst und die Dachverkleidung über dem Mittelteil entfernt. Schließlich wurde er noch im Jahr 2003 zum Einrichtungsfahrzeug mit Niederflurmittelteil (KT8D5 N1) umgebaut.
Von der Vorserie existieren heute im Originalzustand mit dem alten Dachaufbau nur noch zwei Wagen. Es sind die KT8D5 500 und 501 von Košice.
Die Wagen sind für den Solobetrieb konzipiert, können aber auch als Doppeltraktion fahren. In Prag wurde einmal im Baustellenbetrieb die Doppeltraktion angewendet.
1995 kaufte die Strausberger Eisenbahn drei überzählige Wagen aus Košice. Nach geringfügigen Anpassungen erhielten die Wagen die Nummern 21 bis 23.
Weitere KT8D5CS wurden ab 1997 an die ungarische Stadt Miskolc abgegeben.

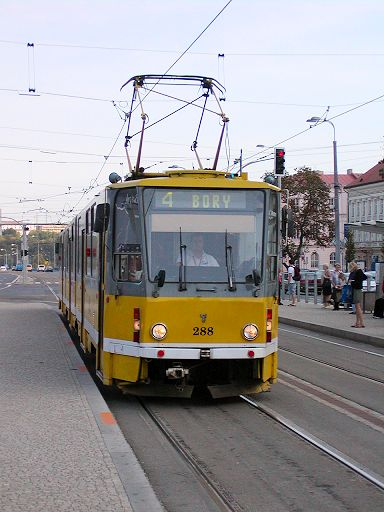
KT8D5 in Plzeň
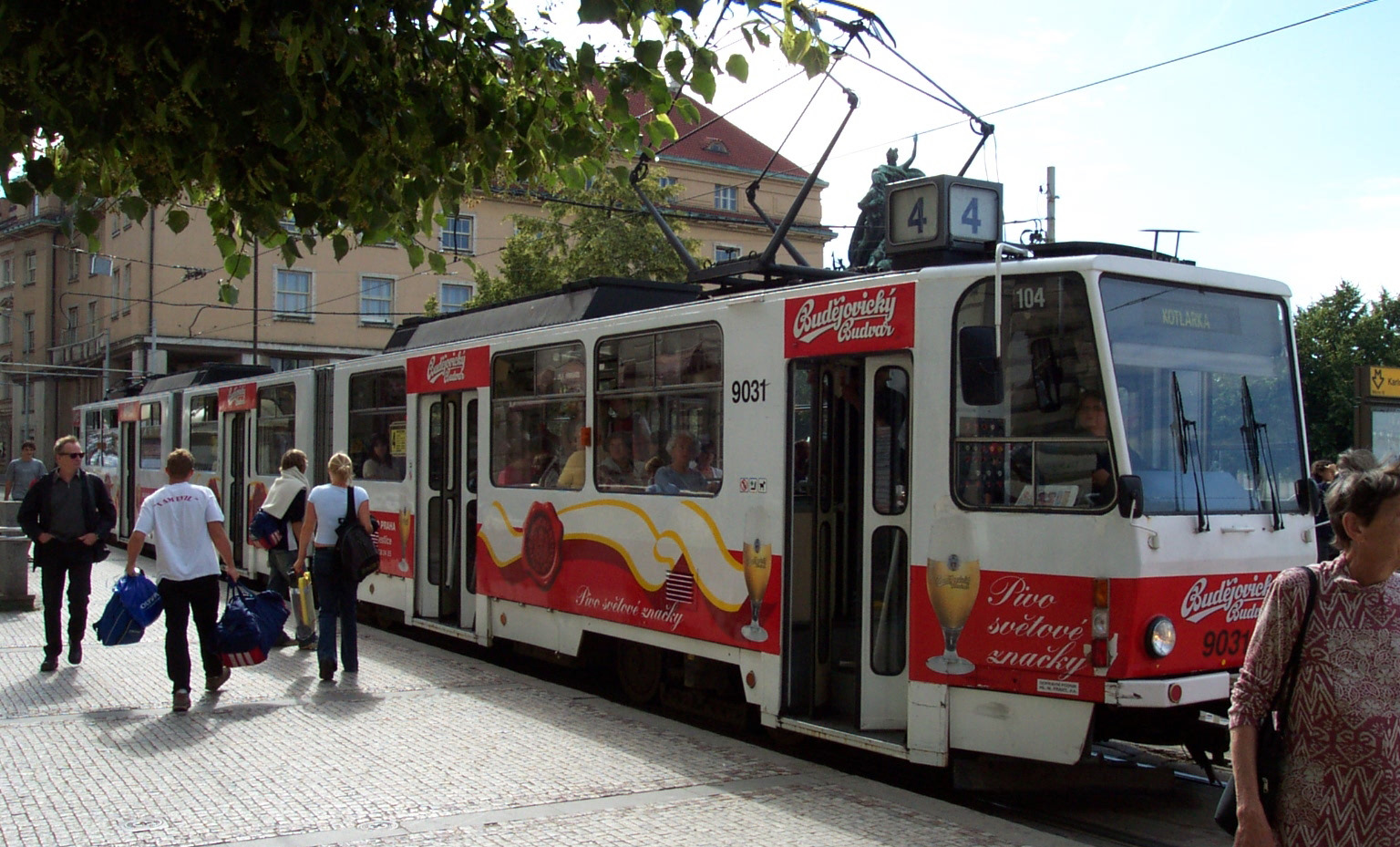
KT8D5 in Prag
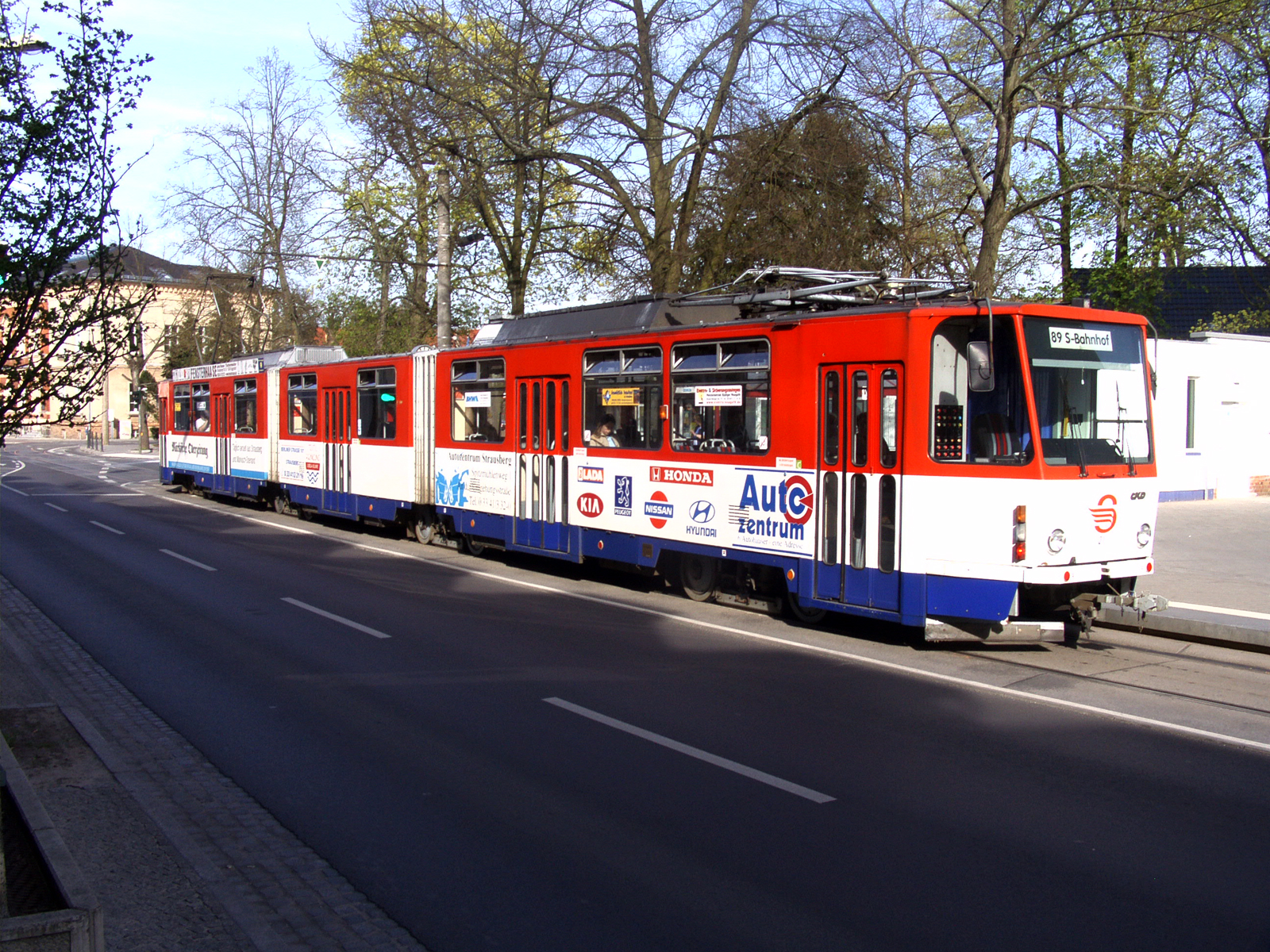
KT8D5 in Strausberg
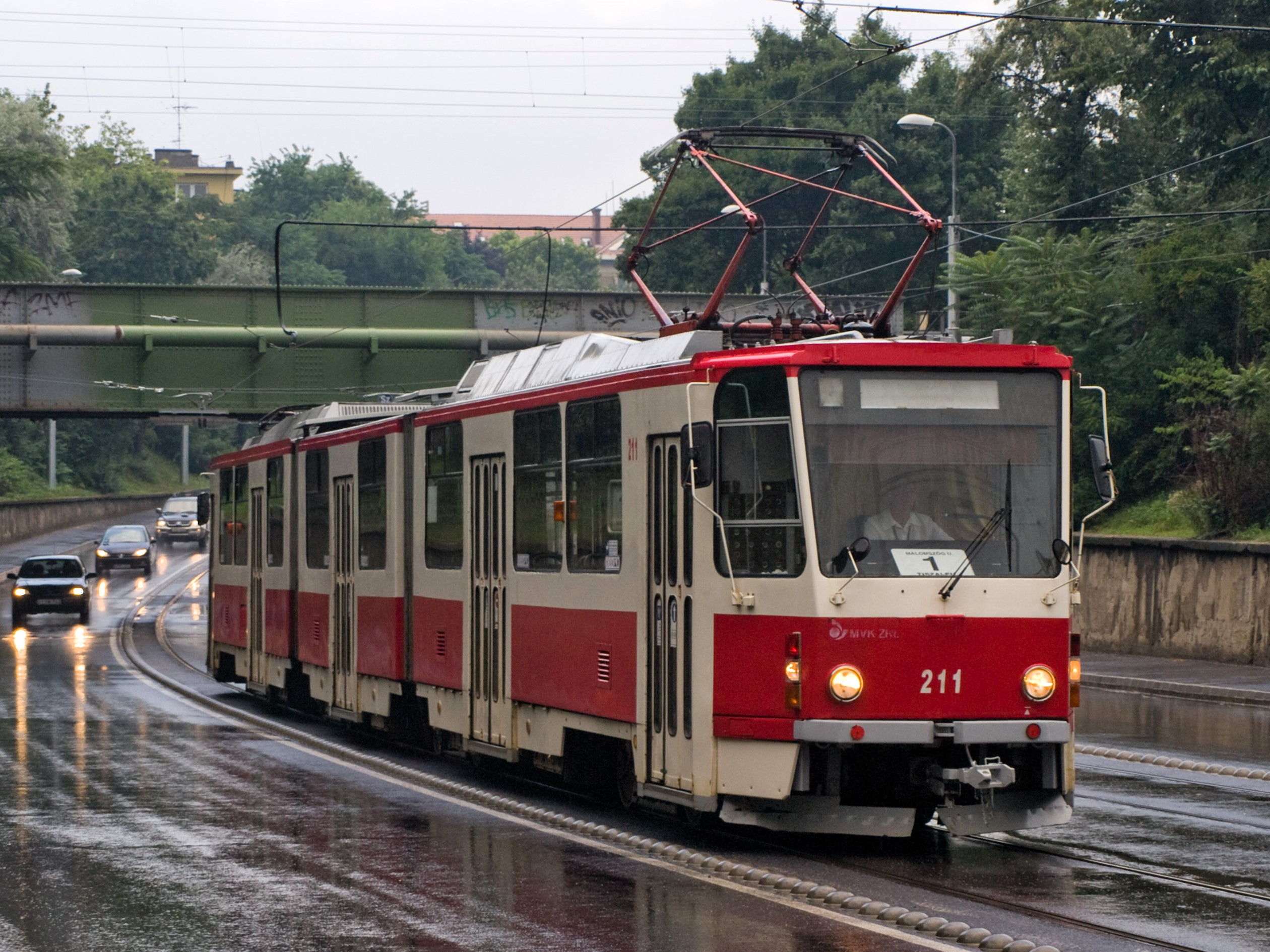
KT8D5 in Miskolc (ein Wagen aus der Vorserie, erkennbar am veränderten Dachaufbau)

### KT8D5K
1990 wurden 45 Wagen an die nordkoreanische Hauptstadt Pjöngjang geliefert. Der erste Wagen mit der Nummer 1001 gilt dabei als der erste in Betrieb genommene Wagen der Straßenbahn Pjöngjang, noch heute erinnern Wimpel daran. Einige sind auch bei der Straßenbahn Ch’ŏngjin im Betrieb. Einen weiteren Wagen dieser Serie erhielt ebenfalls 1990 die Straßenbahn Sarajevo. Dieser befindet sich dort unter der Betriebsnummer 300 bis heute im Einsatz. In Pjöngjang werden die KT8D5K derzeit aufwendig modernisiert. Sie erhalten einen fast neuen Fahrzeugkasten und neue Fronten, aber keinen Niederflur-Mittelteil. An Drehgestellen und Dachaufbau kann man gut das Spenderfahrzeug erkennen. Nach dem Bau eines Zweirichtungs-Prototypen werden bei weiteren Modernisierungen nur noch Einrichtungswagen gebaut.

### KT8D5SU
Ein einziger Triebwagen wurde 1989 an die Moskauer Straßenbahn geliefert, es war der Prototyp 0018. Nach überwiegendem Einsatz auf der Linie N1 kam er später nach Wolgograd mit der Nummer 5834, wo er auf einer U-Straßenbahnstrecke eingesetzt wurde. Der Wagen ist mittlerweile im Straßenbahnmuseum Moskau.
1990 wurde auch ein KT8D5 nach Sarajevo geliefert. Da finanzielle Mittel fehlten, verzögerte sich der Ausbau. Ihm folgten in den Jahren 2000 bis 2010 noch vier gebrauchte Wagen aus Košice, die zu Einrichtungsfahrzeugen umgebaut wurden, aber die Türen auf der linken Seite und den zweiten Führerstand behielten. Sie fahren heute nur auf der Verstärkerlinie 5.

### KT8DN
Der KT8DN ist ein KT8D5-Triebwagen, dessen Mittelteil in Niederflurbauweise ausgeführt ist. In Brünn (Brno) wurden 1998 erstmals Wagen dieses Typs in Dienst gestellt. Es sind die einzigen KT8DN mit Außenschwenktüren. In den Folgejahren wurden auch bei anderen Betrieben im Rahmen von Modernisierungsmaßnahmen die Mittelteile auf Niederflur umgebaut, allerdings wurden die Falttüren beibehalten. In Prag wurde dabei auch der untere Teil des Wagenkastens verändert und die Drehgestelle verkleidet. Darüber hinaus kaufte Prag fast alle KT8D5 aus Miskolc auf die dort durch neue Niederflurwagen ersetzt wurden und baute sie gleich zu KT8D5N um. Strausbergs KT8D5 hat die gleiche Modernisierung wie die Prager erhalten, allerdings eine gelbe Lackierung. In Ostrava erfolgte mit dem Umbau auch ein Umbau zu Einrichtungswagen.

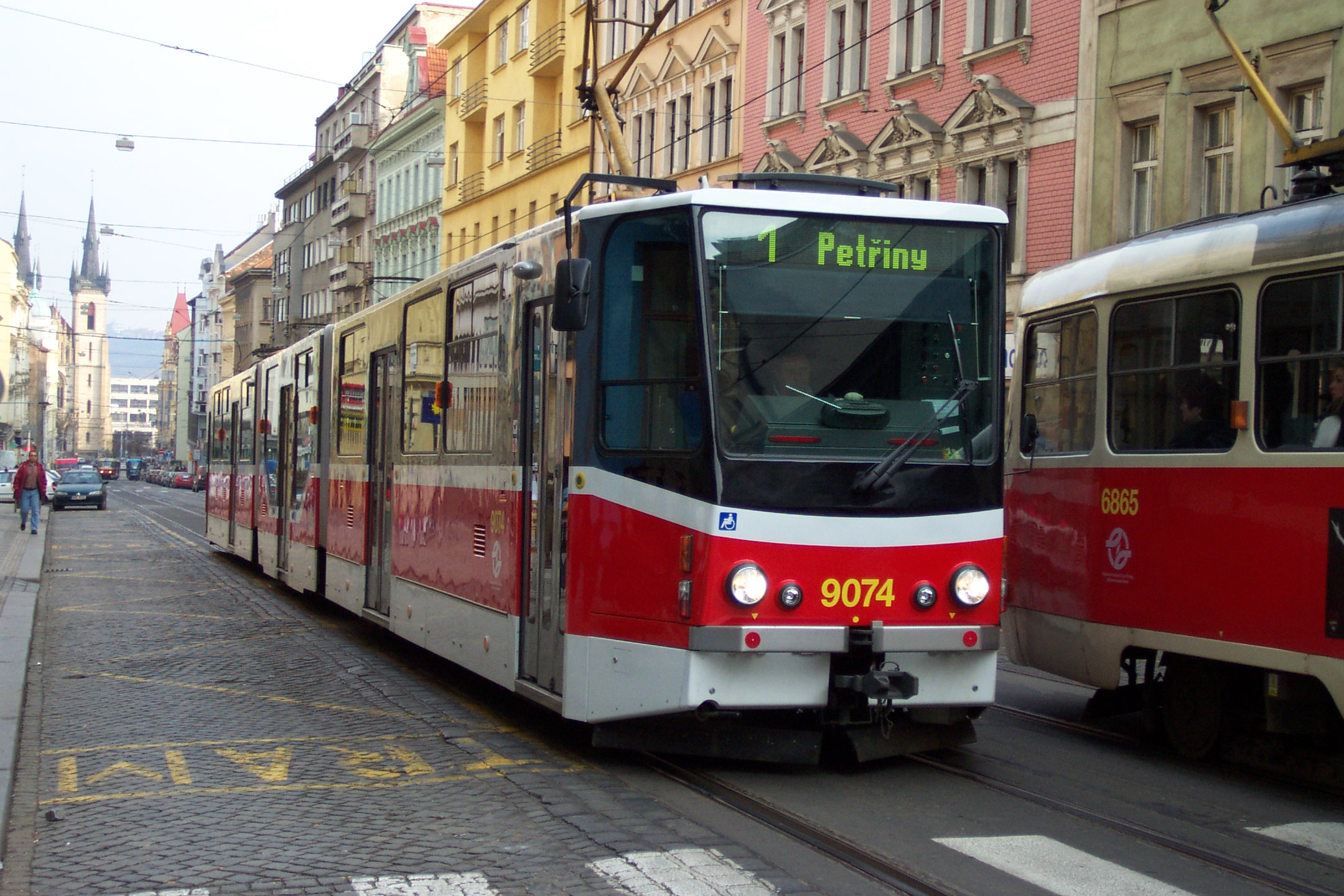
KT8D5R.N2P 9074 (ex 9024) in Prag
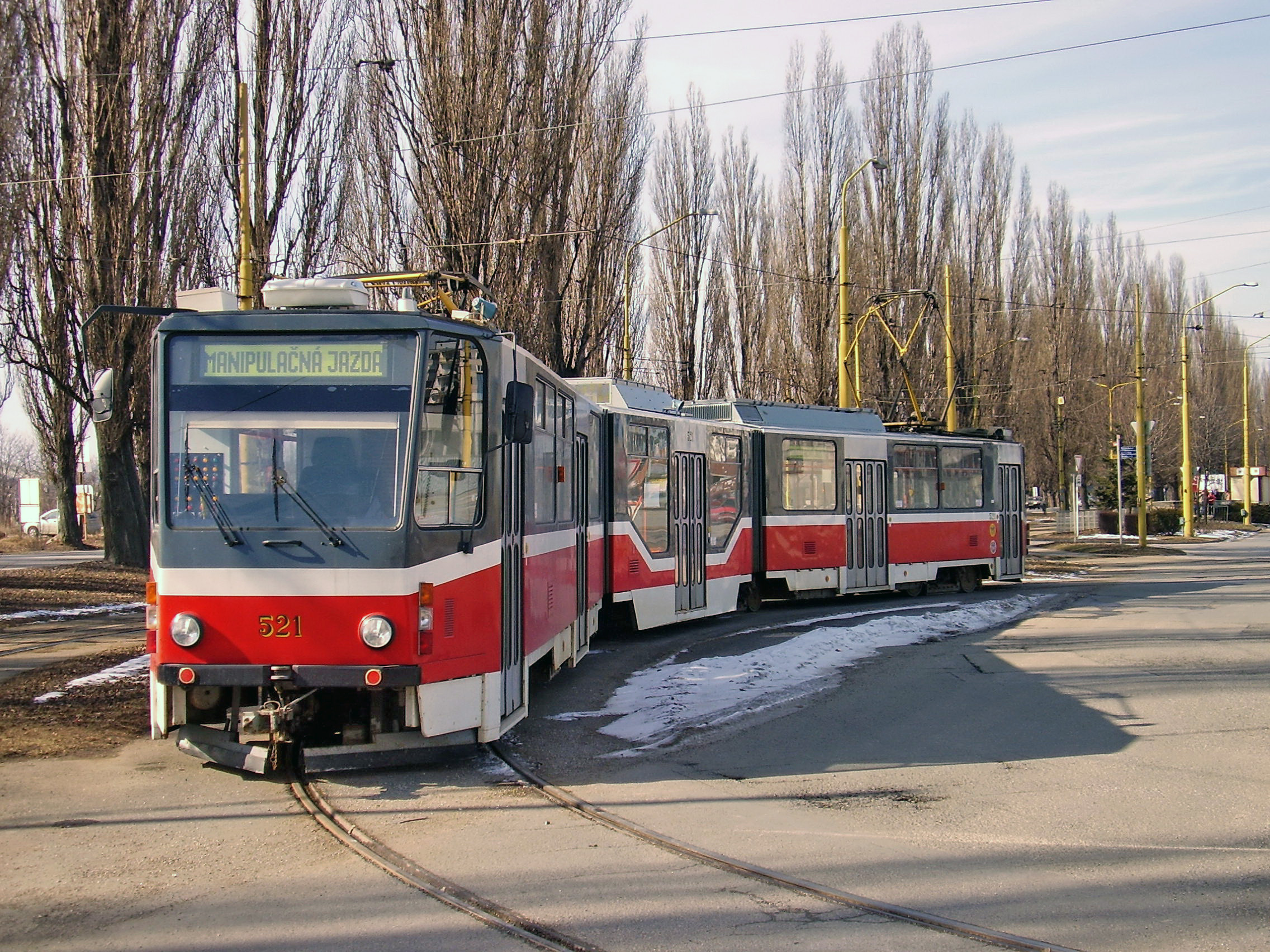
KT8D5R.N2 in Kaschau
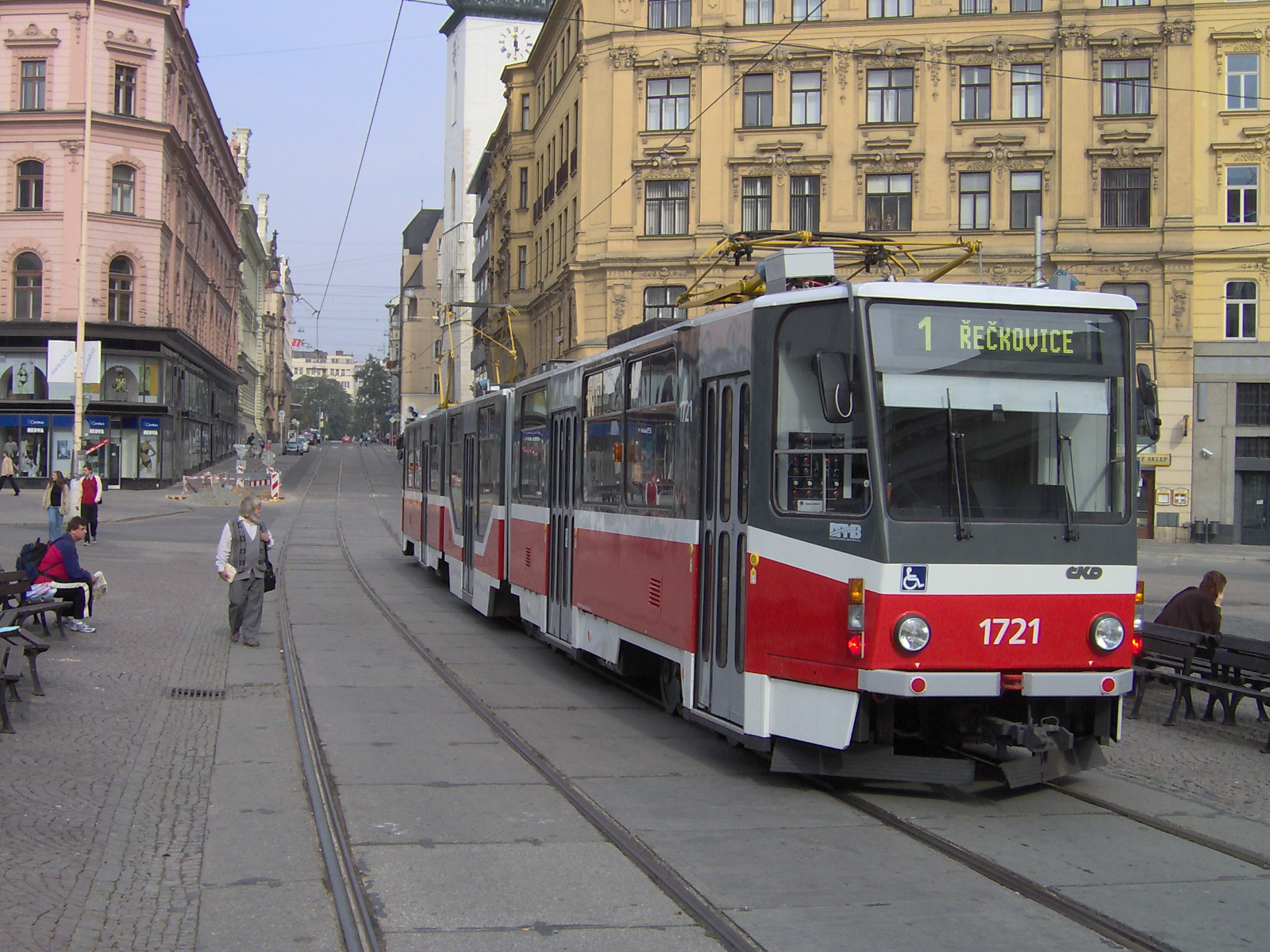
KT8D5R.N2 in Brünn
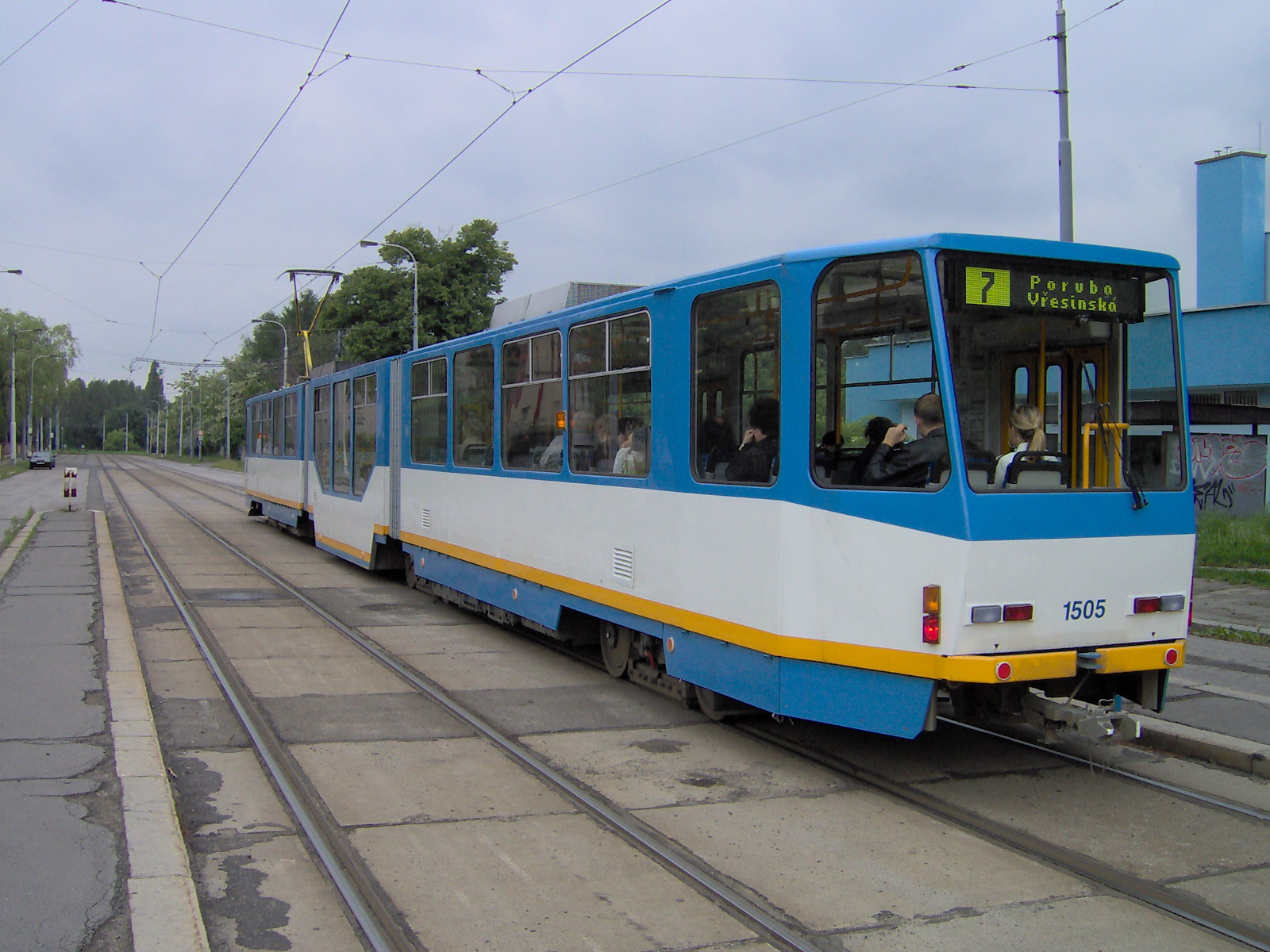
KT8D5R.N1 in Ostrava

Die Stadt Jena fragte bei ČKD Tatra den KT8D5 in Meterspur an. Damit wollte die Stadt Jena den veralteten Wagenpark erneuern. ČKD lehnte diese Anfrage ab, da dieser Fahrzeugtyp konstruktiv nicht für Spurweiten kleiner als 1435 mm ausgelegt sei.
Aus dem KT8D5 wurde später der Tatra RT8D5 für die Stadtbahn Manila entwickelt.
ČKD Tatra plante darüber hinaus noch die KT8A5 und KT8C5 auf Basis des Tatra T6A5. Der KT8A5 wäre eine dreiteilige Einrichtungsvariante, der KT8C5 die Zweirichtungsvariante geworden. Die elektrische Ausrüstung und die Türen sollten vom Tatra T7B5 übernommen werden. Zu einer Produktion kam es nicht mehr.